# Бурматов, Степан Петрович
Степа́н Петро́вич Бурма́тов (11 [24] декабря 1917 — 30 августа 1975) — старшина, разведчик 49-й отдельной разведывательной роты, 46-й стрелковой дивизии, участник Великой Отечественной войны. Один из полных кавалеров ордена Славы, награждённых в годы войны четырьмя орденами Славы.

## Биография
Родился 11 (24) декабря 1917 года в селе Таганово (ныне Куйбышевского района Новосибирской области) в семье рабочего. Русский. Окончил 3 класса. Работал в ветеринарном техникуме города Каинск (с 1935 года город Куйбышев Новосибирской области). Беспартийный.
В ряды Красной Армии призван в 1940 году. На фронтах Великой Отечественной войны с декабря 1941 года.
Разведчик 49-й отдельной разведывательной роты (46-я стрелковая дивизия, 67-я армия, Ленинградский фронт) красноармеец Степан Бурматов, находясь в разведке в четырнадцати километрах южнее города Пскова, 4 апреля 1944 года вынес с поля боя раненого командира роты. 30 мая 1944 года красноармеец Бурматов Степан Петрович награждён орденом Славы 3-й степени (№ 45656).
20 сентября 1944 года разведчик 49-й отдельной разведывательной роты (46-я стрелковая дивизия, 2-я ударная армия, Ленинградский фронт) ефрейтор Степан Бурматов с группой боевых товарищей северо-западнее эстонского города Тарту, двигаясь впереди боевых порядков наступающих подразделений, указывал районы сосредоточения вражеской пехоты и боевой техники. Вступив в бой с группой гитлеровцев, ефрейтор Бурматов многих уничтожил и, совместно с бойцами, восемнадцать взял в плен. 12 октября 1944 года ефрейтор Бурматов Степан Петрович награждён орденом Славы 2-й степени (№ 7788).
14 января 1945 года разведчик 49-й отдельной разведывательной роты (46-я стрелковая дивизия, 2-я ударная армия, 2-й Белорусский фронт) ефрейтор Степан Бурматов при прорыве вражеской обороны на реке Нарев близ населенного пункта Глодово, расположенного в семи километрах северо-западнее польского города Пултуск, с группой разведчиков скрытно пробрался в тыл неприятеля. Трое суток он вел разведку, передавая по рации сведения о противнике. По целеуказаниям разведчика Бурматова артиллерийским огнём было выведено из строя семь гитлеровских танков, уничтожено и рассеяно много солдат противника.
При штурме польского города Цеханув ефрейтор Степан Бурматов в составе десантной группы на танке ворвался в город, где захватил вражеское артиллерийское орудие. 24 марта 1945 года ефрейтор Бурматов Степан Петрович награждён орденом Славы 1-й степени (№ 344), став полным кавалером ордена Славы.
В 1945 году старшина С. П. Бурматов демобилизован. Жил в городе Омске, где его нашла затерявшаяся в годы военного лихолетья высокая награда за ратный труд второй орден Славы 1-й степени, которым он был награждён 29 июня 1945 года. И бывший фронтовой разведчик стал кавалером не трёх, как установлено статутом, а четырёх орденов Славы.
Заслуженный ветеран работал на Омском моторостроительном заводе.
Скончался 30 августа 1975 года. Похоронен на Старо-Северном кладбище.

## Награды
- Два ордена Славы 1-й степени
- Орден Славы 2-й степени
- Орден Славы 3-й степени
- Орден Красной Звезды
- Медали

## Память
В Новосибирске имя полного кавалера ордена Славы Степана Петровича Бурматова увековечено на Аллее Героев у Монумента Славы.